# バレーボールカザフスタン女子代表
バレーボールカザフスタン女子代表（バレーボールカザフスタン じょしだいひょう）は、バレーボールの国際大会で編成されるカザフスタンの女子バレーボールナショナルチームである。

## 歴史
カザフスタンが1991年12月16日にソビエト崩壊をきっかけに独立したのに伴い、ナショナルチームが誕生。1992年に国際バレーボール連盟へ加盟した。
2005年、カザフスタン代表は旧ソ連でありながら、地理的に中央アジアになるのでアジア枠での国際大会出場となる。世界選手権予選ではタイを破り韓国に次ぐ2位で世界選手権の初出場を決めた。
2005年アジア選手権では、プール2位で決勝トーナメントへ進出、準々決勝ではチャイニーズ・タイペイを破り準決勝へ進出。準決勝で対戦した日本をイエレナ・パブロワの奮闘により3－2で破った。決勝では中国に敗れたものの準優勝（銀メダル）を獲得、前回大会の7位からの大きな飛躍であった。
2006年世界選手権では、プールCで1次リーグを戦った。結果は1勝4敗の5位となり1次リーグ敗退、17位という結果に終わった。
12月にはカタールのドーハで行われたアジア競技大会に参加、プールBで予選を4勝1敗の2位で通過した。
2007年ワールドグランプリにタイが出場辞退したため初出場した。この年に日本を倒しアジアNo.2になると事実上の宣戦布告をしたが、同大会では日本には2度対戦しいずれもストレートで敗戦し、強豪国相手に善戦するも10位で大会を終えた。同年9月のアジア選手権でも5位となり同年11月開催のワールドカップの出場はならなかった。エースのパブロワが2007-08シーズンに久光製薬へ移籍したことから日本とのつながりが深くなった。
2008年5月に東京で行われた2008年北京オリンピックのバレーボール競技・世界最終予選（兼アジア予選）で、カザフスタンとしての初出場を決めている。同年のワールドグランプリには韓国が急遽、出場辞退したために参加が決定するも1勝8敗で最下位に終わった。その後、主力選手が戻り北京五輪に出場した。
2009年はアジア選手権で5位とメダルに手が届かず、2010年の世界選手権では予選ラウンドでキューバとフルセットの試合となるも予選敗退となった。直後のアジア競技大会には予選で1位通過すると、3位決定戦で北朝鮮に3-0で勝ち同大会初となる銅メダルを獲得した。
2011年のワールドグランプリにはプレーオフから出場し、アフリカ代表のアルジェリアを下して3年ぶりに本大会に出場した。だが、同大会で勝利を挙げることはできず15位となった。2012年地元で開催された第3回アジアカップで銅メダルを獲得し、4度目となる来年のワールドグランプリ出場権を得た。
2013年、FIVBワールドグランプリでキューバに勝利した。また、同年9月のアジア選手権は初戦で地元のタイに3-1で勝利し、ベトナム戦もストレートで退けるなどして、好調を維持したが、最終的には5位にとどまった。その後の2014年世界選手権アジア大陸予選で韓国に勝利を収め、3大会連続の出場権を獲得した。
2014年、中国で開催されたアジアカップで2大会連続となる銅メダルを獲得した。同年9-10月の世界選手権は1次ラウンドを突破し、最終的には15位となった。

## 過去の成績

### オリンピックの成績
- 1996年 - 不出場
- 2000年 - 不出場
- 2004年 - 不出場
- 2008年 - 9位
- 2012年 - 不出場
- 2016年 - 最終予選敗退

### 世界選手権の成績
- 1994年 - 不出場
- 1998年 - アジア予選敗退
- 2002年 - アジア予選敗退
- 2006年 - 17位
- 2010年 - 21位
- 2014年 - 15位
- 2018年 - 出場予定

### アジア選手権の成績
- 1993年 - 5位
- 1999年 - 9位
- 2003年 - 7位
- 2005年 - 準優勝
- 2007年 - 5位
- 2009年 - 5位
- 2011年 - 9位
- 2013年 - 5位
- 2015年 - 7位
- 2017年 - 7位

## 歴代代表選手
- クセニヤ・イマンガリエワ
- オルガ・クバシェビッチ
- ナタリア・ルイコワ
- オルガ・ナセドキナ
- オルガ・カルポワ
- コリナ・イシムツェワ
- イエレナ・パブロワ
- インナ・マトベエワ
- マリナ・ストロジェンコ
- タチアナ・ムドリツカヤ
- サナ・アナルクロワ（旧姓・ヤルラガショワ）
- ラドミラ・ベレスネワ